# مانويل كالديرون
مانويل كالديرون (بالإسبانية: Manuel Calderón) (28 يناير 1990 في بيرو - ) هو مدرب كرة قدم ولاعب كرة قدم بيروفي في مركز قلب الدفاع. شارك مع منتخب بيرو تحت 17 سنة لكرة القدم ومنتخب البيرو تحت 20 سنة لكرة القدم. أما مع النوادي، فقد لعب مع الجامعي دي بيرو وخوان أوريتش ونادي أياكوتشو وسبورت بويز ونادي خوسيه جالفيز ‏.

## وصلات خارجية
- مانويل كالديرون على موقع الاتحاد الدولي (مؤرشف)  (الإنجليزية)
- مانويل كالديرون على موقع إي إس بي إن إف سي (الإنجليزية)
- مانويل كالديرون على موقع قاعدة بيانات كرة القدم.إي يو (الإنجليزية)